# Havaji 5.0
Havaji 5.0 (angleško Hawaii Five-0) je ameriška policijska televizijska serija, v kateri posebna policijska enota rešuje primere na Havajih. Premiera serije je bila 20. septembra 2010, točno 42 let po premieri originalne serije Hawaii Five-O.
V vsaki epizodi se pripeti kaznivo dejanje, ki ga raziskuje ekipa Havaji 5.0, na čelu katere je polkovnik Steve McGarrett, bivši marinec ameriške mornarice. Poleg tega se skozi celotno serijo razvijajo daljše zgodbe, med katerimi je glavno McGarrettovo raziskovanje preteklosti svojega očeta, Johna McGarretta. V posameznih epizodah so pogosto predstavljene tudi prigode iz običajnega življenja članov ekipe in iz življenja na Havajih.

## Zasedba
| Ime                                    | Igralec         | Položaj                             | Sezone      | Sezone      | Sezone | Sezone |
| Ime                                    | Igralec         | Položaj                             | 1           | 2           | 3      | 4      |
| -------------------------------------- | --------------- | ----------------------------------- | ----------- | ----------- | ------ | ------ |
| Steven J. "Steve" McGarrett            | Alex O'Loughlin | Polkovnik, USNR                     | Glavna      | Glavna      | Glavna | Glavna |
| Daniel "Danny" (tudi "Danno") Williams | Scott Caan      | Vodnik, HPD                         | Glavna      | Glavna      | Glavna | Glavna |
| Chin Ho Kelly                          | Daniel Dae Kim  | Detektiv stotnik, HPD               | Glavna      | Glavna      | Glavna | Glavna |
| Kona "Kono" Kalakaua                   | Grace Park      | Policistka, HPD                     | Glavna      | Glavna      | Glavna | Glavna |
| Dr. Max Bergman                        | Masi Oka        | Glavni zdravniški oglednik          | Se pojavlja | Glavna      | Glavna | Glavna |
| Lori Weston                            | Lauren German   | Posebna agentka, DHS                |             | Glavna      |        |        |
| Catherine "Cath/Cat" Rollins           | Michelle Borth  | Bivša stotnica, USN                 | Se pojavlja | Se pojavlja | Glavna | Glavna |
| Lou Grover                             | Chi McBride     | Bivši poveljnik posebne enote (HPD) |             |             |        | Glavna |

## Število gledalcev
| Sezona | Epizode | Premiera sezone    | Premiera sezone        | Finale sezone | Finale sezone          | Povprečno število gledalcev (v milijonih) |
| Sezona | Epizode | Datum              | Gledalci (v milijonih) | Datum         | Gledalci (v milijonih) | Povprečno število gledalcev (v milijonih) |
| ------ | ------- | ------------------ | ---------------------- | ------------- | ---------------------- | ----------------------------------------- |
| 1      | 24      | 20. september 2010 | 14.20                  | 16. maj 2011  | 10.41                  | 11.96                                     |
| 2      | 23      | 19. september 2011 | 12.19                  | 14. maj 2012  | 11.42                  | 11.83                                     |
| 3      | 24      | 24. september 2012 | 8.06                   | 20. maj 2013  | 9.00                   | 10.36                                     |
| 4      | 22      | 27. september 2013 | 9.46                   | 9. maj 2014   | 9.21                   | 11.66                                     |
| 5      | 25      | 26. september 2014 | ni podatkov            |               | ni podatkov            | ni podatkov                               |